# Sneslitz
Der Sneslitz oder Schneslitz, auch Schneehitzspitz, ist ein 2030 m ü. A. hoher Berg im Toten Gebirge an der Grenze Oberösterreich und Steiermark. Es handelt sich beim Sneslitz eigentlich um einen nordöstlichen Vorgipfel des Almkogels, der mit diesem durch einen flachen Grat verbunden ist. Der Name leitet sich vom slawischen „snesnitza“ ab und bedeutet Ort mit viel Schnee. Der Sneslitz entsendet nach Norden einen landschaftlich reizvollen Zackengrat, wobei der oberflächlich verwitternde Wettersteindolomit eindrucksvolle Felstürme bildet.

## Aufstieg
Der Sneslitz wird meist bei einer Überschreitung des Almkogels begangen. Von der Hochsteinalm kommend, führt der Stodertaler Dolomitensteig durch die Nordflanke. 